# Зимняя классика КХЛ
Зимняя классика КХЛ – матч на открытом воздухе в рамках регулярного чемпионата Континентальной хоккейной Лиги. Является частью перенимаемого опыта из Национальной хоккейной лиги и Зимней классики НХЛ в частности.

## История
Первый матч из серии Зимней классика КХЛ (Helsinki Ice Challenge) был проведен 2 декабря 2017 года между командами ХК Йокерит (Хельсинки) и ХК СКА (Санкт-Петербург) на специально возведенной для этого события хоккейной арене на 20 000 мест в Кайсаниеми Парк, Хельсинки.
Выбор Хельсинки в качестве организатора Зимней классики был сделан в честь 50-летия хоккейного клуба Йокерит, 100 лет независимости Финляндии и юбилейного 10-го сезона Континентальной хоккейной Лиги.
Идею проведения матча на открытом воздухе как в НХЛ руководство Йокерита вынашивало несколько лет и в мае 2017 года первая Зимняя классика КХЛ была согласована на высшем уровне КХЛ.
Игру посетило 17 645 зрителей, несмотря на благоприятные 0 °C  для события такого рода, но этого было достаточно, чтобы побить рекорд посещаемости КХЛ, установленный в финале кубка Гагарина между ХК Лев и ХК Металлург в 2014-м году. На строительство площадки и арены было выделено 1 300 000 евро, которые были поровну выделены клубами Йокерит и ХИФК, которому предстоял матч на этом же льду против Кярпята.
Рядом с ареной была организована продажа согревающих и алкогольных напитков, в том числе вино, пиво, водка и шампанское. Стоимость бокала пива составляла 8,5 евро, стопки водки – 7 евро, а бутылка шампанского продавалась за 48 евро.
Обслуживать матч Зимней классики КХЛ были назначены главные судьи из Ярославля Юрий Оскирко и Алексей Белов.

## Результат
СКА одержал победу в первом в истории матче Зимней классики КХЛ, одолев Йокерит со счетом 4-3.
В составе армейцев голы на свой счет записали Илья Ковальчук, Ярно Коскиранта, Вадим Шипачев и Сергей Калинин. У Йокерита отличились Хенри Иконен, Томми Хухтала и Никлас Йенсен.
Илья Ковальчук забросил первую шайбу в истории Зимней классики КХЛ.
Сергей Калинин первым реализовал численное преимущество в истории Зимней классики КХЛ.
Антти Пильстрем получил первое удаление в истории Зимней классики КХЛ за игру высоко поднятой клюшкой.

## Интересные факты
- Арена в Кайсаниеми Парк не была оборудована раздевалками, и хоккеисты переодевались на игру на «Хартвалл Арене».[3]
- Изначально места для зрителей планировались вокруг хоккейной площадки, но размеры Кайсаниеми Парка не позволили этого сделать. Для большей вместительности на арене были организованы только стоячие места для болельщиков.
- За 5 минут до конца матча главный тренер Йокерита Юкка Ялонен заменил вратаря Карри Рямё на шестого полевого игрока, что по меркам считается слишком заблаговременно. Это решение помогло финнам забить третий гол и сократить отставание от СКА до минимального.
- После завершения игры над Кайсаниеми Парком был запущен фейерверк в честь первой игры серии Зимней классики КХЛ.
- Гол Ильи Ковальчука стал его 150-м за СКА и рекордным, первую строчку лучшего бомбардира в истории клуба до этого матча Ковальчук делил с Максимом Сушинским, на счету которого 149 заброшенных шайб за армейцев.
- Зимняя классика КХЛ между Йокеритом и СКА была третьей встречей соперников в сезона 2017/2018. Первые две игры Йокерит также проиграл СКА, а четвертый матч «Хартвалл Арене» выиграл со счетом 5-3.
- Форма, в которой играли хоккеисты Йокерита в Зимней классике КХЛ была продана на благотворительном аукционе.
- Следующая Зимняя классика КХЛ запланирована на 22 декабря 2018 года. На стадионе Санкт-Петербург сыграют СКА и ЦСКА (Москва), а 16 декабря в рамках Еврохоккейтура на этом же стадионе сыграют сборные России и Финляндии.[4]